# Power of Belief
「Power of Belief」（パワー オブ ビリーフ）は、Lugz&Jera（ラグズ・アンド・ジェラ）が作詞作曲した楽曲で自身にとって1枚目のフルアルバムCD「Sing For Love」に収録されている楽曲である。2017年4月5日に自身のレーベル「LUGZ STAR RECORDS」から発売された。

## 概要
2017年4月5日にLUGZ STAR RECORDSから発売されたLugz&Jeraの1stフルアルバムCD「Sing For Love」に収録されている楽曲である。同年、それまで10年間に亘り「岡山市オレンジリボンサポーター」として岡山市における「オレンジリボンキャンペーン」の活動をサポートしてきた中西圭三に代わりLugz&Jeraが継承し、同時に楽曲「Power of Belief」がキャンペーンのタイアップソングとして決定し現在に至る。

## 収録アルバム
- Sing For Love